# En bränd ängel
En bränd ängel är ett absurt familjedrama i en akt. Föreställningen är producerad och regisserad av Richard Lidberg. Spelades på Tantogården i Stockholm 4-22 maj 2007. I rollerna: Cecilia Thorngren, Gunvor Pontén och Felix Gottvall. Planer finns på att filmatisera historien och samtal förs för närvarande[när?] med produktionsbolaget Nordisk Film om rättigheterna.